# إبراهيم الغمر
إبراهيم الغمر أبو إسماعيل إبراهيم بن الحسن المثنى بن الحسن السبط بن علي بن أبي طالب الهاشمي القرشي، يعد من أتباع التابعين، ولد في المدينة المنورة.

## نسبه وعائلته
هو: إبراهيم الغمر بن الحسن المثنى بن الحسن السبط بن علي بن أبي طالب بن عبد المطلب بن هاشم بن عبد مناف بن قصي بن كلاب بن مرة بن كعب بن لؤي بن غالب بن فهر بن مالك بن النضر وهو قريش بن كنانة بن خزيمة بن مدركة بن إلياس بن مضر بن نزار بن معد بن عدنان.
أبوه: الحسن المثنى بن الحسن السبط بن علي بن أبي طالب بن عبد المطلب بن هاشم بن عبد مناف بن قصي بن كلاب بن مرة بن كعب بن لؤي بن غالب بن فهر بن مالك بن النضر وهو قريش بن كنانة بن خزيمة بن مدركة بن إلياس بن مضر بن نزار بن معد بن عدنان.
أمه: السيدة فاطمة بنت الحسين بن علي بن أبي طالب بن عبد المطلب بن هاشم بن عبد مناف بن قصي بن كلاب بن مرة بن كعب بن لؤي بن غالب بن فهر بن مالك بن النضر وهو قريش بن كنانة بن خزيمة بن مدركة بن إلياس بن مضر بن نزار بن معد بن عدنان.

## لقبه
لقب "بالغمر" لغمره الناس بالجود والكرم. وقيل: القمر لجماله. ومن جهة أخرى أطلق عليه لقب "الشبيه" قلت: ليس ذلك ببعيد فقد كان له شبه بسيدنا رسول الله الحبيب المصطفى محمد صلى الله عليه وسلم، وهو صاحب الصندوق في الكوفة، أمه فاطمة بنت الحسين ابن السيدة الزكية الطاهرة العفيفة فاطمة الزهراء البتول عليهم السلام بنت سيد البشر النبي سيدنا رسول الله محمد صلى الله عليه وعلى آله وصحبه وسلم.

## علمه وراويته للحديث
كان سيداً جليل القدر، رفيع المنزلة، قليل الحديث، حاله حال أكثر أهل البيت.
قلت: قلة رواية أهل البيت لا لقلة العلم والدراية، أنما حصل ذلك لتخفيهم وتسترهم، بل زاد الحال عليهم حتى منعوا من التحديث؛ فقد أخرج الخطيب في تاريخ بسنده، أن موسى بن عبد الله بن الحسن بن الحسن، قال: قد منعت من التحديث، ولولا ذلك لحدثتك.
قال البخاري في الكبير: إبراهيم بن حسن بن حسن بن علي بن أبي طالب أخو عبد الله بن الحسن الهاشمي عن أبيه عن جده عن علي عن النبي صلى الله عليه وسلم، قال: ((يكون قوم نبزهم الرافضة يرفضون الدين))، روى عنه كثير النواء، قاله لي محمد بن الصباح عن يحيى المتوكل.
قال ابن أبي حاتم في الجرح: إبراهيم بن حسن بن حسن، روى عن أبيه، روى عنه الفضيل بن مرزوق، وأبو عقيل يحيى بن المتوكل، وقال إبراهيم أخو عبد الله بن الحسن الهاشمي، سمعت أبي وأبا زرعة يقولان ذلك.
وقال العراقي في الذيل:: إبراهيم بن حسن بن حسن، روى عن أبيه، ، وفاطمة بنت الحسين، روى عنه الفضيل بن مرزوق (في المطبوع روى عن الفضل بن مرزوق)، وأبو عقيل يحيى بن المتوكل، وقال إبراهيم أخو عبد الله بن الحسن الهاشمي أورده الذهبي في الضعفاء، فقال: روى عنه الفضيل بن مرزوق (رد الشمس لعلي).
قلت (العراقي): وقد ذكره ابن حبان في الثقات. وقال ابن حجر في التعجيل: روى عنه: كثير النواء، ويحيى بن المتوكل، وفضيل بن مرزوق، ذكره ابن حبان في الثقات.
قلت: إبراهيم بن الحسن بن الحسن: مدني ثقة، وثقه ابن حبان وقال عنه في المشاهير (995): من سادات أهل المدينة وجلة أهل البيت، والهيثمي في المجمع (8/297) وقال: غير إبراهيم بن حسن وهو ثقة، وأخرج له عبد الله بن أحمد في زوائده على المسند (808)، وفي السنة (1268)، والبخاري في الكبير، ولم يذكر فيه جرح، ، والدارقطني في فضائل الصحابة (36)، وأبن أبي عاصم في السنة (978)، والجزري في المناقب (70)، وقال: إبراهيم بن الحسن سيد جليل، وذكره ابن أبي حاتم في الجرح عن والده وأبي زرعه، ولم يذكروا فيه جرح، وأبو زرعة العراقي في ذيل الكاشف وقال: وثقه ابن حبان، ولم يجرحه العراقي، والذهبي في ديوان الضعفاء، وقال أبن حجر في التعجيل متعقباً: لم يذكر لذكره مستنداً، وذكره ابن حجر في الفتح فيمن كان لهم شبهاً بالنبي صلى الله عليه وسلم، والبيهقي في الدلائل (6/547)، وأخرج له ابن كثير في البداية حديث رد الشمس، وقال: إبراهيم بن الحسن بن الحسن بن علي بن أبي طالب ليس بذلك المشهور في حاله، ولم يرو له أحد من أصحاب الكتب المعتمدة، ولا روى عنه غير الفضيل بن مرزوق هذا، ويحيى المتوكل، قاله أبو حاتم وأبو زرعة الرازيان، ولم يتعرضا له بجرح ؛
قلت: جهالة حاله لتخفيه وتستره، إلا فهو ثقه من سادات وأجلاء أهل البيت، وقد روى له جمع من الحفاظ وأخرج له في كتبهم المعتمدة، ولم نعرف فيه جرح، ومن ذكره في الضعفاء ذكره لضعف من روى عنه لا لضعفه، ولجهل حاله عندهم، وهذا من التعجل والعجلة من الشيطان، سامحهم الباري.

## محنته
قبض عليه المنصور العباسي، وحبسه مع إخوته: عبد الله المحض، والحسن المثلث، وجعفر، وكانوا قد تواروا في سويقة المدينة، ومن أبنائه: محمد وإسماعيل وإسحاق، ومن بني إخوته: سليمان وعبد الله ابني داود بن الحسن المثنى، والعباس وعلي العابد ابني الحسن المثلث وموسى الجون بن عبد الله المحض، والحسن بن جعفر بن الحسن المثنى، وكانوا ثلاثة عشر رجلاً.

## أعقابه
أعقب إبراهيم الغمر:
1. يعقوب
2. محمد الأكبر
3. محمد الأصغر يلقب بالديباج لحسنه
4. إسحاق
5. علي
6. إسماعيل يلقب بالديباج الأكبر الشريف الخالص، وله ولد اسمه إبراهيم طباطبا.[2]
7. رقية
8. خديجة
9. فاطمة
10. حسنة
11. أم إسحاق قال ابن سعد: سحقية.

## وفاته
وهو أول من مات في حبس الهاشمية خنقاً رحمه الله تعالى، سنة 145 هـ، وعمره 69، وقيل 67، وذكر ابن حبان في المشاهير أن وفاته بالمدينة، والصحيح أن وفاته في حبس الهاشمية، وقبر بالكوفة، وقبره مشهور يزار اليوم.